# Saronno Foot-Ball Club 1927-1928
Questa voce raccoglie le informazioni riguardanti il Saronno Foot-Ball Club nelle competizioni ufficiali della stagione 1927-1928.

## Organigramma societario
Area direttiva
- Presidente: Ermanno Masini
- Vicepresidente: Paolo Balestrini
- Cassiere: Mario Morandi
- Economo: Luigi Turati
- Consiglieri: Gino Arlenghi, Luigi Schirinzi, Benedetto Olivieri
- Sede: Via Monza 7
- Campo: Via Monza.

Area organizzativa
- Segretario: Giannino Campi

Area tecnica
- Commissione Tecnica

## Rosa
| N. |                   | Ruolo | Calciatore            |
| -- | ----------------- | ----- | --------------------- |
|    | Italia (bandiera) | C     | Giuseppe Arnoldi      |
|    | Italia (bandiera) | A     | Ferruccio Balestrieri |
|    | Italia (bandiera) | C     | Ugo Balzaretti        |
|    | Italia (bandiera) | A     | Umberto Borroni       |
|    | Italia (bandiera) | A     | Egisto Chelini        |
|    | Italia (bandiera) | C     | Silvio Giannoni (I)   |
|    | Italia (bandiera) | D     | Guglielmo Landoni     |
|    | Italia (bandiera) | A     | Enrico Legnani        |

| N. |                   | Ruolo | Calciatore         |
| -- | ----------------- | ----- | ------------------ |
|    | Italia (bandiera) | C     | Edoardo Lietti     |
|    | Italia (bandiera) | A     | Vincenzo Marzorati |
|    | Italia (bandiera) | P     | Carlo Montrasio    |
|    | Italia (bandiera) | A     | Giacomo Olivieri   |
|    | Italia (bandiera) | C     | Mario Pigorini     |
|    | Italia (bandiera) | D     | Livio Semelli      |
|    | Italia (bandiera) | A     | Renzo Turconi      |
|    | Italia (bandiera) | A     | Giuseppe Vignati   |